# 大博劇場
大博劇場（だいはくげきじょう）は、かつて福岡県福岡市博多区上呉服町にあった劇場。映画館。

## 概要
1920年（大正9年）12月12日、当時上呉服町で問屋などを営んでいた武田米吉らの出資により大博劇場が設立・開場される。こけら落としは中村歌右衛門、中村扇雀（のちの二代目鴈治郎）らの歌舞伎公演。九州最大の劇場と言われ、戦後は九州随一の劇場となり、歌舞伎・宝塚歌劇・商業演劇の興行が行われた。
1953年、松尾國三が経営に乗りだし、石本喜久治が設計した桃山風の建物に改築（施工は九州建設）。その豪奢な外観から「九州の歌舞伎座」と呼ばれたが、立地条件の問題や、娯楽が映画やテレビに移り演劇興行が衰退、1960年代半ばには映画館に転向した。最晩年は東映系の下番線館となり、成人映画とヤクザ映画を組み合わせた番組編成で営業していたが、1972年（昭和47年）3月20日をもって営業を取りやめ、翌月に劇場は取り壊された。
跡地は長らく駐車場として使用された後、2003年（平成15年）4月に地上13階建てのマンション「コアマンションルネス呉服町」が竣工し、現在に至る。

## エピソード

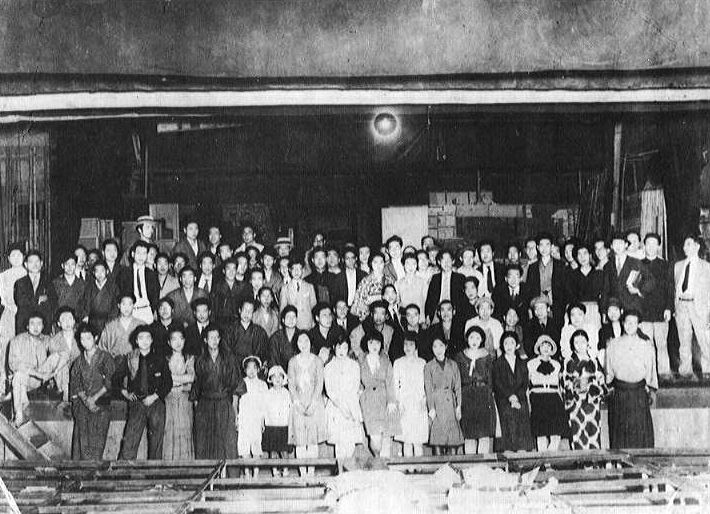
大博劇場で公演を行った東京左翼劇場（1931年6月12日）。佐々木孝丸、島公靖、杉本良吉、原泉、山本安英ら。

- 1922年（大正11年）12月24日、来日したアルベルト・アインシュタイン博士の講演会場として使用された[5]。
- 1931年（昭和6年）6月12日、東京左翼劇場の公演『太陽のない街』が行われた。
- 1937年（昭和12年）7月8日、藤原歌劇団の創設者で“吾等のテナー”と呼ばれた藤原義江が独唱会を行った。
- 1955年（昭和30年）10月8日 - 10月12日、松竹新喜劇の公演が行われ、小島秀哉らが出演した[6]。
- 1956年（昭和31年）6月9日、当時京劇の華といわれた梅蘭芳が公演を行った。
- 作家の五木寛之は郷里を代表する劇場として紹介していたが、一説では木造で老朽化が著しく冷暖房の設備もなかったとのことであった。